# Lori solitari
El lori solitari (Vini solitaria) és una espècie d'ocell de la família dels psitàcids i és endèmica de les illes Fiji. És l'únic ocell de la selva tropical de Fiji que s'adapta als paisatges urbans i es pot trobar en zones urbanes i jardins.

## Descripció
Els adults fan uns 20 cm de llarg i presenten un lleuger dimorfisme sexual. El mascle té les galtes, la gola, el pit i la part superior de l'abdomen escarlata brillant. La coroneta és de color porpra fosc. El clatell és de color verd llima i vermell i algunes de les plomes del clatell són allargades. Les ales, l'esquena i la cua són verdoses. La part inferior de l'abdomen és porpra. El bec és groc-carbassa, els peus rosa-carbassa i l'iris és de color vermell-carbassa. La femella és semblant però amb la coroneta és més pàl·lida i té una tonalitat verdosa al darrere. Els joves són de colors més apagats amb estries transversals de color violeta a la part superior de l'abdomen i el pit, i tenen un bec marró i iris marró pàl·lid.

## Distribució i hàbitat
L'hàbitat natural són els boscos de terra baixa humida subtropical o tropical. S'ha adaptat a lacohabitació humana i es pot trobar a Suva. Es troba a les illes més grans de Fiji i a les illes Lau cap a Lakeba i Oneata. Tot i que l'espècie avui està restringida a Fiji, les proves fòssils mostren que també habitava Tonga, i va ser extingit pels primers colons humans.

## Comportament
El lori solitari és un volador ràpid i amb el cos recte i amb batecs ràpids i poc profunds de les ales, i es pot trobar en parelles o en petits grups. La veu de contacte és un crit agut simple o doble.

### Alimentació
La dieta consisteix en fruites, llavors, nèctar i flors. Els arbres pels quals té predilecció inclouen el Erythrina variegata, el cocoter (Cocos nucifera) i l'espatodea (Spathodea campanulata) espècie introduïda i invasora.

### Criança
El niu és un forat en un arbre, o de vegades en un forat d'un coco podrit encara enganxat a l'arbre. La mida de la posta és de dos ous en captivitat, la mida en estat salvatge és desconeguda, però se suposa que és la mateixa. La incubació és d'uns 30 dies, i l'etapa de cria dura unes 9 setmanes.

## Taxonomia
El lori solitari va ser descrit per primera vegada pel naturalista alemany Georg Adolf Suckow el 1800, i col·locat en el gènere Phigys pel naturalista anglès George Robert Gray el 1870. Es va traslladar al gènere Vini basant-se en un estudi filogenètic molecular dels loris publicat el 2020.
És una espècie gregària, a Fiji li diuen “kula”. L'ocell va ser cotitzat a tota la Polinèsia occidental pel plomatge i van existir xarxes comercials marítimes de plomes “kula” entre Fiji, Samoa i Tonga fins a l'època colonial. Tant l'ocell com el plomatge s'anomenen “ula” en samoà i “kula” en fijià.